# PDF/X

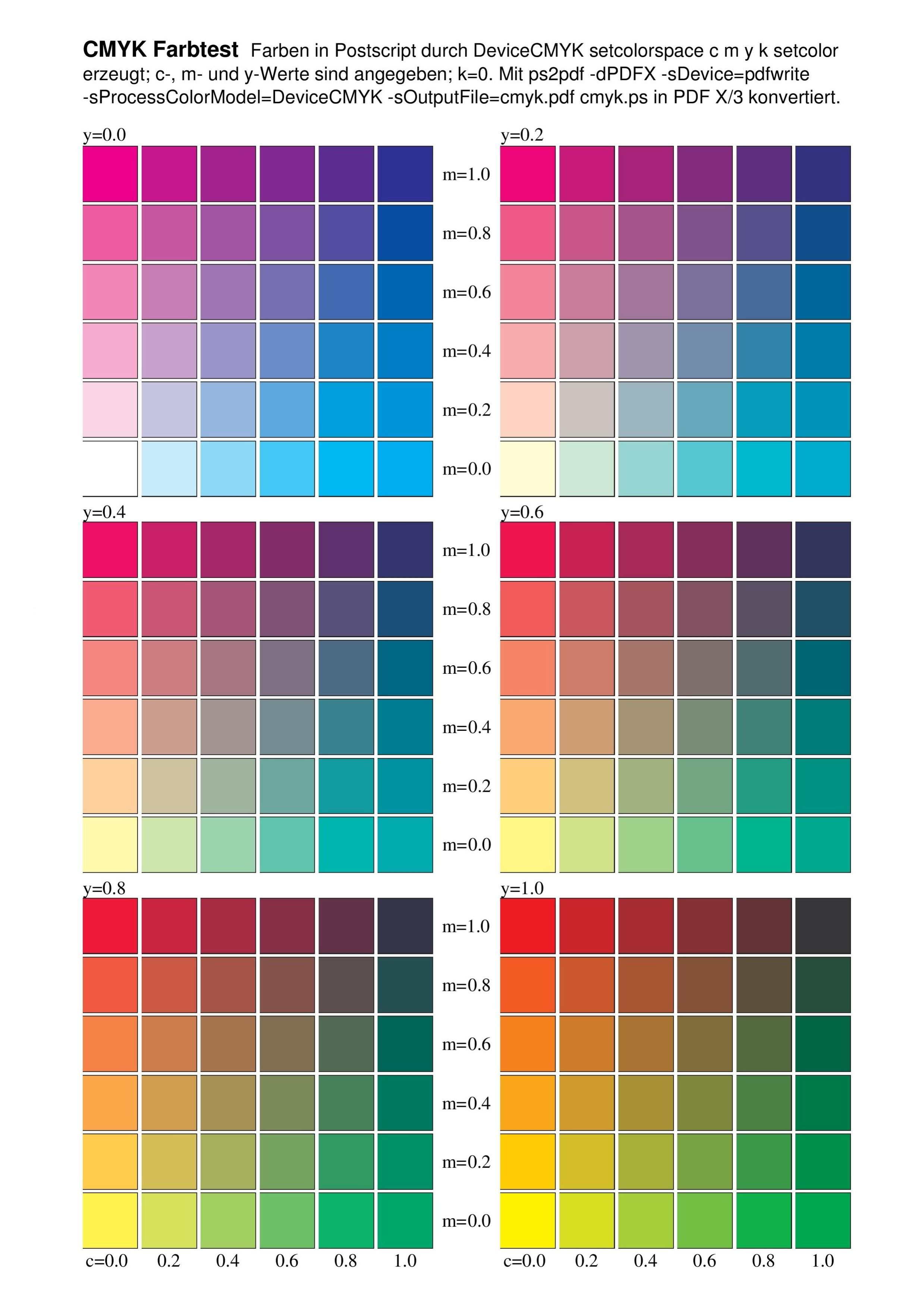
Exemple de fichier PDF/X3 (converti ici en JPEG) généré automatiquement, pour mettre la calibration des couleurs dans l'Espace de couleur CMYK.

PDF/X est un format de fichier informatique défini, en 1998, par la société Adobe Systems, dans le cadre d’un partenariat. Plusieurs organisations ont décidé de mettre en place un terrain commun pour les fichiers PDF utilisés pour l'impression. Un groupe de travail a été créé au sein du CGATS (Committee for Graphic Arts Technology Standards), sur l'initiative du DDAP (Digital Distribution of Advertising for Publications) et du NAA (Newspaper Association of America). La spécification proposée par le groupe de travail CGATS a été plus tard adoptée par l'ISO.
Les spécifications de ce format permettent d'assurer l'échange de documents PDF de manière fiabilisée dans le domaine de la pré-impression. Les fichiers PDF sont vérifiés avant leur envoi de façon à éviter les différences d'interprétation des RIP Postscript.
La lettre X signifie blind exchange (« échange aveugle » en anglais). L'objectif de PDF/X est de permettre un « échange aveugle » de fichiers PDF dans un flux de production graphique.
L'extension d'un fichier au format PDF/X est « .pdf ».

## Les variantes
La norme ISO 15930 se décline, à ce jour, en plusieurs versions.

### PDF/X-1a (ISO 15930-1)
Cette version est basée sur la version PDF 1.3. Elle est utilisée dans des environnements adaptés et présente la particularité de pouvoir incorporer les images haute résolution. Cette version est utilisée pour l'échange complet de données numériques.

### PDF/X-2 (ISO 15930-2)
Cette version n'oblige pas l'incorporation des polices et des images hautes résolutions. Elle permet donc l'échange de documents avec des ressources partielles, c'est à la réception que les ressources nécessaires seront complétées. Elle n’oblige pas l’incorporation des images haute résolution ni des polices et ne peut donc être utilisée dans un environnement ouvert. Cette version ne peut être utilisée pour une impression professionnelle.

### PDF/X-3 (ISO 15930-3 et 15930-6)
Cette version est basée sur les versions PDF 1.3 et PDF 1.4. Elle autorise les gestions de la couleur plus étendue que le PDF/X-1a. Elle oblige l'encapsulation des polices utilisées et n'interdit pas les compressions du document, mais ne nécessite pas de connaître l'environnement dans lequel ont été préparés les fichiers PDF (principe de l'échange aveugle). Elle représente à ce jour le meilleur compromis entre liberté de création, fiabilité et possibilités de corrections.

### PDF/X-4 (ISO 15930-7)
Cette version concerne l'échange complet de données d'impression (PDF/X-4) et l'échange partiel de données d'impression avec une référence de profil externe (PDF/X-4p) par utilisation du format PDF 1.6. Elle a été publiée en février 2008.

### PDF/X-5 (ISO15930-8)
Accessible depuis 2010, c'est la version après PDF/X-4.

### PDF/X-6 (ISO 15930-9)
Cette norme intègre de nouvelles fonctionnalités du format PDF 2.0.

## Les évolutions en cours
En décembre 2020, PDF 2.0 devient disponible. La nouvelle norme est donc PDF/X-6. L'accès aux spécifications de cette version est devenu gratuit en 2023. Cette nouvelle norme apport des améliorations telles que le chiffrement, les signatures numériques, les annotation et améliore l'accessibilité.

## Les restrictions
Les formats PDF/X-1 à PDF/X-3 sont basés sur les formats PDF 1.3 et PDF 1.4. Il s'agit donc de versions restreintes du format PDF d'où certaines restrictions comme pour le format PDF/A-1. Les générations suivantes sont aussi basés sur des formats plus récents mais c'est actuellement (en 2020) le PDF/X-6 qui est adapté à la dernière version : PDF 2.0

## Les principales utilisations
Mise à disposition de services d'impression centralisés.

## Sources
Sources diverses. Le référentiel général d'interopérabilité (RGI) préconise l'emploi du format PDF/X pour l'échange de données numériques d'impression.